# Vital Maria Conçalves de Oliveira

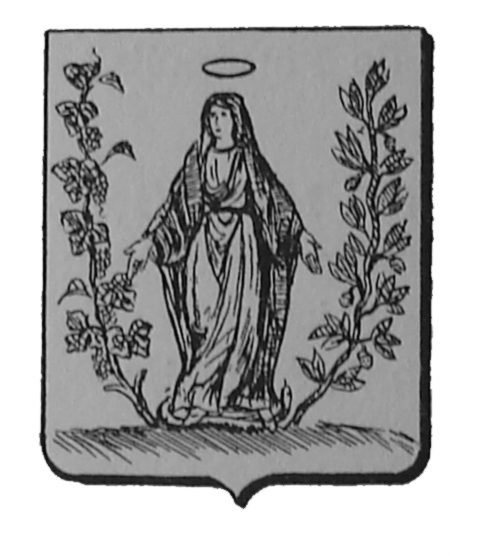
Bischofswappen Dom Vitals

Vital Maria Gonçalves de Oliveira OFMCap (* 27. November 1844 in Itambé, Pernambuco, Brasilien; † 4. Juli 1878 in Paris) war ein brasilianischer Ordenspriester und von 1871 bis zu seinem Tod Bischof von Olinda. Er wurde als Antonio Conçalves de Oliveira geboren, bekannt wurde er unter seinem Ordensnamen Vital, verbunden mit der Anrede Dom für einen Ordenspriester.

## Leben
Er wurde als erstes von sechs Kindern geboren, seine Eltern waren Capitano Antonio Conçalves de Oliveira und Antonia de Albuquerque. Im Alter von 23 Jahren wurde er am 2. August 1868 zum Priester geweiht und mit 26 Jahren am 21. Mai 1871 durch Kaiser Pedro II. von Brasilien zum Bischof von Olinda berufen. Nach der Bestätigung, die Papst Pius IX. am 22. Dezember desselben Jahres erteilte, empfing er am 17. März 1872 durch den Bischof von São Sebastião do Rio de Janeiro, Pedro Maria de Lacerda, die Bischofsweihe. 
Im Oktober 1875 reiste Dom de Oliveira nach Rom und wurde vom Papst empfangen, seine angegriffene Gesundheit erlaubte es ihm aber nicht, nach Brasilien zurückzukehren. Er starb mit 33 Jahren am 4. Juli 1878 in Paris, seine Grabstätte befindet sich in der Basilika Unserer lieben Frau von Penha zu Recife, die von Kapuzinern betreut wird. In die brasilianische Geschichte ging Dom Vital als Glaubenszeuge und Verteidiger der Rechte der katholischen Kirche ein. Nach ihm wurde der im Jahr 1922 gegründete Centro Dom Vital benannt.

## Gefangenschaft
Während der Auseinandersetzungen zwischen der Freimaurerei und der katholischen Kirche in Brasilien, die im Jahre 1873 begannen, wurden einige Amtsbrüder Dom Vitals verhaftet und verschleppt. Dom Vital protestierte heftig und wandte sich an Papst Pius IX. Der Papst ging in seiner Enzyklika Exortae in ista vom 20. April 1874 auf die Freimaurerei in Brasilien ein und bezeichnete Dom Vital als Kämpfer für Recht und Freiheit der katholischen Kirche. 1875 wurde de Oliveira verhaftet und in das Gefängnis von Recife verbracht, er nahm an der gerichtlichen Verhandlung im vollen bischöflichen Ornat teil. Am 17. September 1875 erließ der Kaiser eine Amnestie, in deren Folge Dom Vital und weitere Gefangene freigelassen wurden. 

## Veröffentlichungen
- A Maçonaria e os Jesuitas: Instrucção Pastoral do Bispo de Olinda aos Seus Diocesanos